# 庫欣 (緬因州)
庫欣（英語：Cushing）是一個位於美國緬因州諾克斯縣的市鎮。

## 人口
根據2020年美國人口普查的數據，庫欣的面積為67.47平方千米，當中陸地面積為47.83平方千米，而水域面積為19.64平方千米。當地共有人口1502人，而人口密度為每平方千米22人。